# Parafia Najświętszej Maryi Panny Królowej Pokoju w Piotrkowie Trybunalskim
Parafia pw. Najświętszej Maryi Panny Królowej Pokoju w Piotrkowie Trybunalskim – parafia rzymskokatolicka znajdująca się w archidiecezji łódzkiej, w dekanacie piotrkowskim.

## Historia
Parafia została erygowana 1 października 1989 roku przez bpa Władysława Ziółka. Kościół wzniesiono według projektu architektów Marka Grymina i Mirosława Rybaka oraz konstruktora Janusza Freya w latach 1992–1999.
Pierwszym proboszczem został mianowany ks. kan. Stanisław Stępień.